# Gewehr über
Gewehr über ist eine US-amerikanische Filmkomödie von Charles Chaplin aus dem Jahre 1918.

## Handlung
Charlie wird Rekrut in der US-Army während des Ersten Weltkriegs und kommt in ein Ausbildungslager. Erste schwierige Übung für ihn ist das Marschieren im Gleichschritt, wo ihm sein typischer Chaplin-Gang erste Schwierigkeiten mit dem Ausbildungssergeanten bringt. Der Sergeant verlangt von ihm, dass er seine Füße gerade ausrichtet und nicht nach außen. Das Marschieren wird Charlie dadurch erschwert. Übermüdet fällt er in sein Zelt und schläft ein.
Charlie kommt an die Front nach Frankreich. Ausgerüstet mit dem Gewehr, einer Mausefalle und einer Küchenreibe. Die Reibe hängt er im Unterstand an die Wand und reibt sich den von Ungeziefer juckenden Rücken. Er muss im Schützengraben Wache halten. Der einsetzende Regen setzt ihm nicht nur bei der Wache zu, sondern auch nach dem Wachwechsel im Unterstand, der sich allmählich mit Wasser füllt. Die Soldaten sind jedoch mittlerweile so gleichmütig, dass sie selbst dies nicht mehr vom Schlaf zurückhält. Charlie benutzt einen Trichter, um während des Schlafs atmen zu können.
Ein Angriff wird befohlen. Die Soldaten machen sich im Schützengraben fertig für den Angriff. Für Charlie scheint der Tag jedoch keine guten Omen bereitzuhalten. Seine Erkennungsmarke trägt die Nummer 13. Als er sich Mut machen möchte und sich gegen die Brust schlägt, zerbricht sein Handspiegel in der Brusttasche. Doch Charlie kehrt vom Angriff als Held zurück und hat 13 deutsche Soldaten gefangen genommen. Als sein Vorgesetzter ihn darauf anspricht, wie ihm dies gelungen sei, behauptet er, er habe sie umzingelt.
Charlie bekommt die Aufgabe den Feind auszuspionieren. Als Baum verkleidet begibt er sich ins Niemandsland zwischen den Fronten. Deutsche Soldaten laufen ihm mit einem amerikanischen Gefangenen über den Weg. Sie machen Rast und möchten Feuer machen. Ein deutscher Soldat sucht Brennholz und entdeckt Charlie den Baum. Nach und nach erledigt Charlie die Soldaten mit Schlägen seiner Äste und befreit den amerikanischen Kameraden.
In einem zerbombten Haus entdeckt Charlie ein französisches Mädchen, das von deutschen Soldaten bedroht wird. Er befreit das Mädchen. Der Kaiser erscheint mit Hindenburg auf der Bildfläche. Er besucht die Front. Charlie verkleidet sich als deutscher Offizier und kann so seinen amerikanischen Kameraden erneut befreien und den Kaiser entführen. Mit dem Auto des Kaisers fährt er quer durch die Linien zurück an die amerikanische Front und wird als Held, der den Krieg beendet, gefeiert. Schließlich erwacht Charlie in seinem Zelt im Ausbildungslager aus seinem Traum.

## Hintergrund

Schützengraben an der Westfront

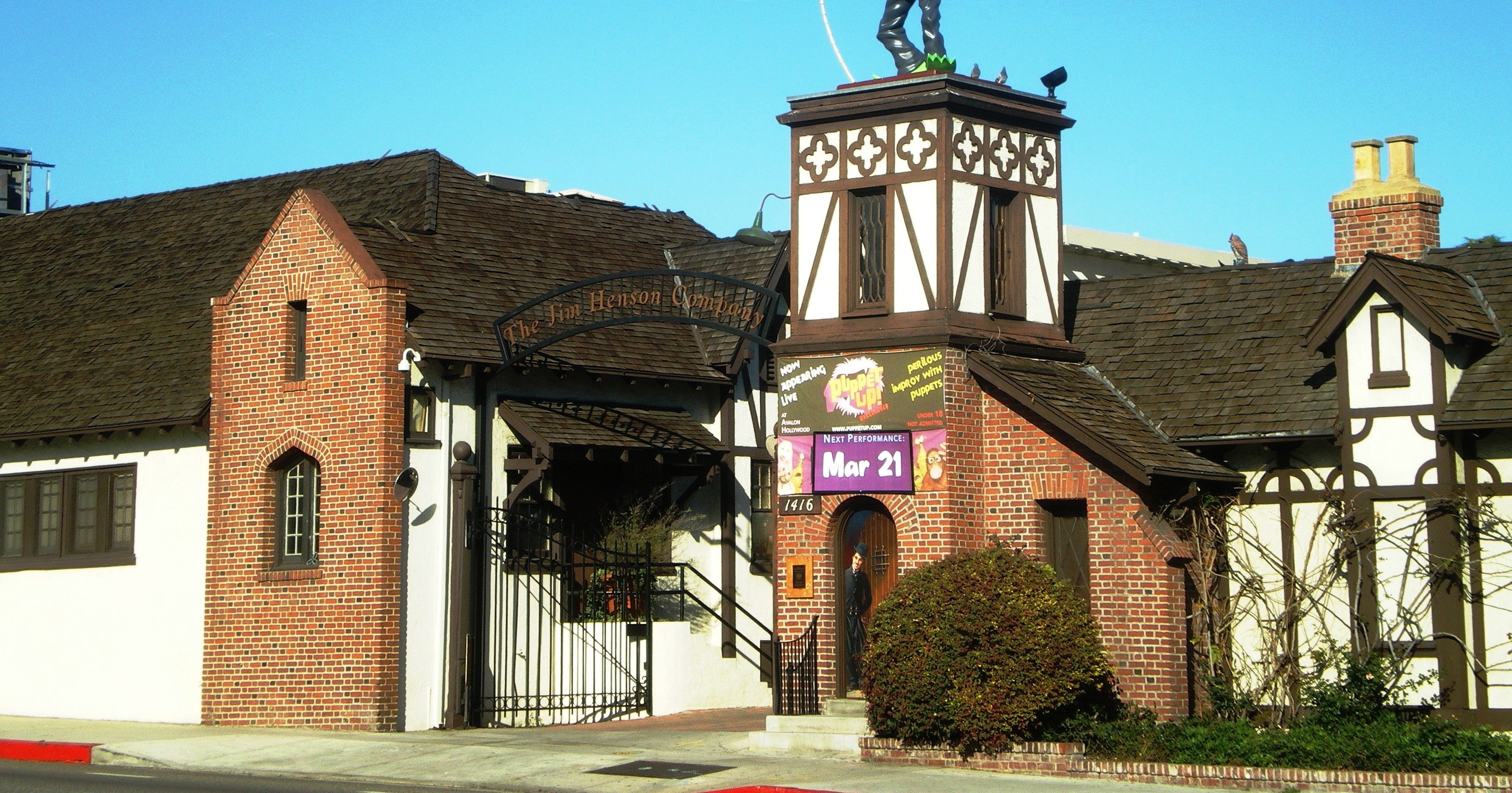
Eingang Charlie Chaplin Studios (heute Jim Henson Company)

März 1918 endeten die Dreharbeiten zu dem Film mit dem Titel A Dog’s Life – hierzulande: Ein Hundeleben. Direkt nach Abschluss ging der Filmschaffende gemeinsam mit Douglas Fairbanks und Mary Pickford auf eine Tournee durch die Vereinigten Staaten, um für den Kauf von Kriegsanleihen zu werben. Chaplins nächster Film sollte dann auch den Ersten Weltkrieg zum Thema haben:  The Bond (Die Anleihe). Nach einigen Mühen, einen passenden Handlungsstrang zu finden (er arbeitete noch immer ohne Drehbuch), entstand dann auch Gewehr über, der zu einem der größten finanziellen Erfolge in seiner Karriere wurde.
Chaplin begann im Mai 1918 mit der Produktion des Films. Der größte Teil der Dreharbeiten fand im Sommer statt. Die sehr realistisch wirkenden Schützengräben und Unterstände wurden auf dem Studiogelände von Chaplins Studio in Hollywood gebaut. Die Szenen im kargen Niemandsland entstanden im ländlichen Teil Hollywoods hinter Beverly Hills. Als der Film im September fertiggestellt war, kamen ihm Zweifel, ob eine Filmkomödie der richtige Umgang mit den Schrecken des Krieges sei. Er wollte ihn zunächst vernichten, doch die Reaktionen seines Freundes Douglas Fairbanks nach einer privaten Vorführung des Films, überzeugten ihn den Film herauszubringen. Die Uraufführung fand schließlich am 20. Oktober statt, drei Wochen vor Kriegsende. Der Streifen war sehr erfolgreich und kam besonders gut bei den ehemaligen Frontsoldaten an.
Als Chaplin sein Werk fast ein halbes Jahrhundert später in dem Kompilationsfilm The Chaplin Revue (1959) neu veröffentlichte, setzte er dem Film Dokumentarszenen aus dem Ersten Weltkrieg voran, die zeigen, wie realistisch die Bauten für die Schützengräben gelungen waren. Der Film erhielt außerdem eine Musik, die er selbst komponiert hatte.
In die deutschen Kinos kam der Film erst nach dem Zweiten Weltkrieg. Es war der einzige lange Film Chaplins, den die Deutschen damals nicht zu sehen bekamen.

## Kritiken
„Kein anderer hätte wagen dürfen, mit dem Entsetzlichen so Spott zu treiben, wie es sein Genie getan hat - diese Verhöhnung des Militarismus, diese skurrile Komik der Bewegungen, dieser blitzschnelle Wechsel von Sentimentalität, echtem Gefühl, Klamauk und Karikatur, das ist etwas völlig Einzigartiges.“

„Eine legendäre Satire auf das Militär im allgemeinen und den deutschen Kaiser im besonderen. Sie vereinigt herrliche Szenen mit einigen formalen Schwächen, die daraus resultieren, daß trotz der Übersteigerung ins Groteske der konzentrierte Naturalismus des Beginns und damit Chaplins vehemente Anklage gegen den Krieg zunehmend abgeschwächt wird.“